# Necula Răducanu
Necula Răducanu (Vlădeni, 1946. május 10. –) román labdarúgókapus.
2008. márciusban a Sportérdemrend harmadik osztályával tüntették ki.
Játszott a Totul pentru fotbal (1982) és a Legiunea străină (2008) című filmekben.

## Pályafutása

### A válogatottban
1967 és 1978 között 61 alkalommal szerepelt a román válogatottban. Részt vett az 1970-es világbajnokságon.

## Sikerei, díjai
Rapid București
- Román bajnok (1): 1966–67
- Román kupa (2): 1971–72, 1974–75

Steaua București
- Román kupa (1): 1978–79